# Pybba de Mercia
Pybba (570?–606/615) (también Pibba, Wibba, Wybba) fue un primitivo rey Mercia. Fue hijo de Creoda y padre de Penda y Eowa. Los nombres Pybba y Penda son de origen britano, más que germánico.
Sus fechas aparecen a veces en genealogías como nacimiento en 570, el principio de su reinado en 593, y muerte en 606 o 615, pero sin evidencia aparente; la Crónica anglosajona le menciona tan sólo como padre de Penda, sin mayor detalle.
Según la Historia Brittonum, Pybba habría tenido 12 hijos. Cearl, un rey de Mercia, es mencionado por Beda, y pudo haber sido sucesor de Pybba, pero su filiación con Pybba, si la hubiera, es desconocida. El hijo de Pybba, Penda finalmente se convertiría en rey; la Crónica fecha este hecho en 626, pese a que Bede sugiere no sería hasta después de la batalla de Hatfield Chase en 633.
Además Penda y Eowa, Pybba tuvo aparentemente otro hijo llamado Coenwalh. Cada rey, desde Penda hasta Ceolwulf, depuesto en 823, se proclamaban descendientes de Pybba, a través de Penda, Eowa, o Coenwalh (quizás excluyendo Beornrad, que gobernó brevemente y cuya procedencia es desconocida).
También se dice que Pybba tuvo una hija. Aunque innombrada, fue posiblemente la primera esposa de Cenwalh, Rey de Wessex (648-674).